# Gekraagde vlokslak
De gekraagde vlokslak (Aeolidiella alderi) is een slakkensoort uit de familie van de vlokslakken (Aeolidiidae). De wetenschappelijke naam van de soort werd in 1852 voor het eerst geldig gepubliceerd door Cocks als Eolis alderi. De soort is inheems in Noordwest-Europa, waar het voorkomt in de getijdenzone. Het is een roofdier die zich met zeeanemonen voedt.

## Beschrijving
De gekraagde vlokslak is een kleine zeenaaktslak die een lengte van 37 mm kan bereiken. De lichaamsvorm is afgeplat en breed, maar niet zo breed als de grote vlokslak en de gekrulde vlokslak. De twee orale tentakels op het hoofd zijn langer dan de rinoforen. De rinoforen zijn glad met witte uiteinden met een kleine oranje punt op de uiterste top. Het dorsale oppervlak van het lichaam heeft aan weerszijden tot 16 schuine rijen cerata. Dit zijn uitgroeisels van de lichaamswand die het beschikbare gebied voor ademhaling vergroten en uitbreidingen van de darm bevatten. Afhankelijk van het dieet van het dier variëren deze in kleur. De eerste rij cerata heeft verminderde spijsverteringsklierverlengingen, is wit en vormt een kraag. De cerata zijn getipt met cnidosacs die netelcellen bevatten, afkomstig van de zeeanemonen die de naaktslak heeft gegeten en die ongemetaboliseerd door zijn lichaam gaan.

## Verspreiding
De gekraagde vlokslak is op de West-Europese kust een niet algemeen voorkomende soort zeenaaktslak. Hij is bekend van een beperkt aantal plaatsen rondom de Britse eilanden en de Franse kust tot in de Middellandse Zee. In het late najaar van 2012 en de daarop volgende winter werden een klein aantal exemplaren van deze soort voor het eerst op de Nederlandse kust aangetroffen.